# Lilla vackra Anna
Lilla vackra flicka, om du vill

Hörer dig mitt hela hjerta till.

Jag är öm och trogen

Och i dygder mogen,

Tycker om att vara häf och gill.
Lilla vackra Anna, med inledningsorden "Lilla vackra Anna, om du vill, hörer dig mitt hela hjärta till" är en visa från 1824 med text och musik av den värmländske prästen Bengt Henrik Alstermark. Den hade ursprungligen titeln "Till Anna" och inledningsorden "Lilla vackra flicka". Den spreds efter sin tillkomst i avskrifter och som skillingtryck och publicerades i Alstermarks Dikter: utgifna efter författarens död, som publicerades postumt 1862 av Richard Bergström. Sedan Alf Prøysen populariserade den på 1950-talet fick den stor spridning.

## Historik
I förordet till Dikter: utgifna efter författarens död skriver Richard Bergström:
"Bland saker, som för ett par tiotal år sedan allmännast sjöngos, var ingen vanligare, än den täcka visa, som börjades med orden Lilla vackra flicka, om du vill. Få torde de landsmän vara, som ej hört något ur henne, och inom vårt skillingstryck af visor, der äfven flera härmningar af henne förekomma, är det på 1820- och 30-talen icke många, som oftare träffas. I Finland sjunges hon allmänt; hon lär ock vara spridd i Danmark. Imellertid synes man icke hafva frågat efter hvilken som vore författaren till henne; ty ingen, så vidt vi känna, har i tryck omnämnt denne före hr P. Wieselgren [Peter Wieselgren], som i Sveriges Sköna Litteratur [] yttrar, att 'en B. H. Alstermark uppgifves' hafva diktat henne. En tillfällighet har satt oss i stånd att meddela mera. På en färd genom vestra Vermland sommaren 1855 kom utg. [utgivaren] nämnligen att göra ett besök hos då varande komministern i Lysvik, Peter Niklas Alstermark, som upplyste, att han var en broder till den af hr W. omnämnde skalden, äfvensom att ännu en broder fanns i lifvet, kyrkoherden i Kroppa församling i Karlstads stift, prosten J. D. Alstermark. Det är af denne värdiga prestman utg. inhemtat hvad han nedanföre går att meddela."
Visan tillkom då Alstermark besökte sin bror, prosten Jonas Daniel Alstermark, 1824. Året efter for han tillbaka till Värmland "med bruten hälsa och förkrossad själ"; orsaken skulle vara olycklig kärlek. Bergström skriver inte vem Alstermark var förälskad i, eftersom damen i fråga fortfarande levde då samlingen publicerades 1862, men domprosten i Karlstad, Carl Bromander, berättar att det rörde sig om hans kusin, Mariana Kristina von Bähr.
Levin Christian Wiede upptecknade visan på 1840-talet och skrev då en kommentar om visan: "Den går och gäller för att vara författad af Tegnér, men Poeten lärer vara en Alstermark i Wermeland." Efter sekelskiftet 1900 trycktes "Lilla vackra flicka" sällan i visböcker, men den fortsatte att leva i muntlig tradition och i vaxduksböcker.

## Musik

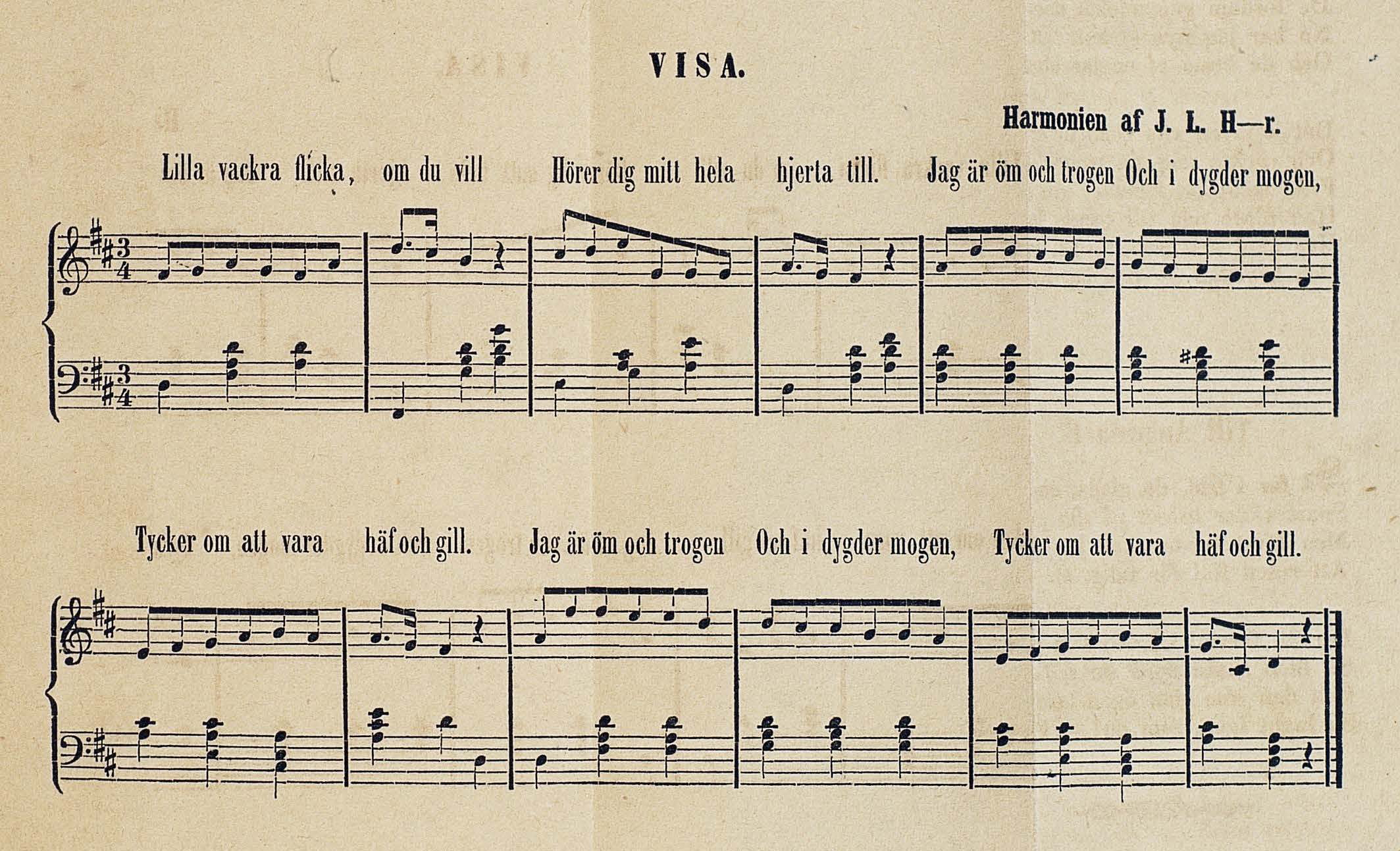
Musiken till visan publicerad i Alstermarks Dikter: utgifna efter författarens död. "Harmonien af J.L. H-r." innebär att Johan Leonard Höijer gjort det enkla pianoackompanjemanget till visan.

Enligt Richard Bergström förekom publiceringar av visan i "skillingstryck" (skillingtryck) och även "härmningar" (förvanskningar eller efterapningar) av den. Huruvida texten publicerats med noter är okänt. I Bergströms utgåva finns en melodi, som dock inte är den melodi som använts i de nedan redovisade inspelningarna eller i senare visböcker, men den företer dock stora likheter.

## Inspelningar
Visan spelades in av Alf Prøysen 1955, med första raden "Lilla vackra Anna" och har därefter spelats in av bland andra Anders Börje (1957), Hootenanny Singers (1971) och Sven-Ingvars (1974), samt av Finn Kalvik (1979). Helge Borglund gjorde en version 1977 på albumet "Ur våra gömmor" som han gjorde tillsammans med Rita Engebregtsen.
Som svensktoppsmelodi låg den på listan med Lars Essman 1979 och med Finn Kalvik 1979–1980.

### Fotnoter
1. ↑  "duktig och glad" (häf och gill i Svenska Akademiens ordbok)
2. ↑  Alstermark, sid 10
3. ↑  Palm Anders, Stenström Johan, red (1997). Den svenska sångboken. Stockholm: Bonnier. sid. 503. Libris 7149677. ISBN 91-0-056433-8
4. ↑  Wieselgren, Peter; Lundvall Carl Johan (1849). Sveriges sköna litteratur: en öfverblick vid akademiska föreläsningar. D. 5, Statens sköna litteratur, D. 4, Det politiska århundradet. Frihets- och säkerhetstiden 1809-1844. Lund: Magnus. sid. 449. Libris 11479
5. ↑  ”Hallqvist - Winroth”. PhpGed Wiew. 2 maj 2010. Arkiverad från originalet den 4 mars 2016. https://web.archive.org/web/20160304211900/http://fedora.appli.se/phpgedview/individual.php?pid=I512&ged=Hallqvist-120426.ged. Läst 18 juli 2012.
6. ↑  Turesson, sid 12
7. ↑  Turesson, sid 91
8. ↑  Danielson, sid. 85.
9. ↑  Turesson, sid 90
10. 1 2  Prøysen, Elin. ”Lille vakre Anna” (pdf). Norsk visearkiv. Arkiverad från originalet den 11 november 2014. https://web.archive.org/web/20141111144250/http://www.visearkivet.no/pdf_filer/Elins_viser/Lille_vakre_Anna.pdf. Läst 17 juli 2012.
11. ↑  Ling, sid. 106.
12. 1 2  Danielson, sid. 86
13. ↑  ”Lilla vackra Anna”. Svensk mediedatabas. 7 mars 1957. http://smdb.kb.se/catalog/id/000106108. Läst 17 juli 2012.
14. ↑  ”Våra vackraste visor”. Svensk mediedatabas. 7 mars 1971. Arkiverad från originalet den 7 april 2014. https://web.archive.org/web/20140407062732/http://smdb.kb.se/catalog/id/001465575. Läst 17 juli 2012.
15. ↑  ”Allt går igen”. Svensk mediedatabas. 7 mars 1974. http://smdb.kb.se/catalog/id/001884709. Läst 17 juli 2012.
16. ↑  ”Kom ut kom från”. Svensk mediedatabas. 7 mars 1979. http://smdb.kb.se/catalog/id/001886707. Läst 17 juli 2012.
17. ↑  ”Ur våra gömmor”. Svensk mediedatabas. 7 mars 1977. http://smdb.kb.se/catalog/id/001467252. Läst 1 april 2014.
18. ↑  ”Svensktoppen 1979”. Sveriges Radio. 7 mars 1979. http://sverigesradio.se/Diverse/AppData/Isidor/files/2023/3477.txt. Läst 17 juli 2012.
19. ↑  ”Svensktoppen 1980”. Sveriges Radio. 7 mars 1980. http://sverigesradio.se/Diverse/AppData/Isidor/files/2023/3478.txt. Läst 17 juli 2012.